# Campeonato Mundial de Patinaje Artístico sobre Hielo de 1911
El XVI Campeonato Mundial de Patinaje Artístico se realizó en Berlín (concurso masculino) entre el 2 y el 3 de febrero y en Viena (concurso femenino y por parejas) entre el 21 y el 22 de enero de 1911 bajo la organización de la Unión Internacional de Patinaje sobre Hielo (ISU), la Federación Alemana de Patinaje sobre Hielo y la Federación Austriaca de Patinaje sobre Hielo. 

## Resultados

### Masculino
| Puesto | Nombre            | País              | Puntos |
| ------ | ----------------- | ----------------- | ------ |
| Oro    | Ulrich Salchow    | Suecia            | 14     |
| Plata  | Werner Rittberger | Alemania          | 17     |
| Bronce | Fritz Kachler     | Imperio austríaco | 20     |

### Femenino
| Puesto | Nombre                  | País     | Puntos |
| ------ | ----------------------- | -------- | ------ |
| Oro    | Lily Kronberger         | Hungría  | 7      |
| Plata  | Opika von Méray-Horváth | Hungría  | 14     |
| Bronce | Ludowika Eilers         | Alemania | 21     |

### Parejas
| Puesto | Nombre                             | País                 | Puntos |
| ------ | ---------------------------------- | -------------------- | ------ |
| Oro    | Ludowika Eilers / Walter Jakobsson | Finlandia / Alemania | 7      |
| Plata  | —                                  | —                    | —      |
| Bronce | —                                  | —                    | —      |

## Medallero
| Núm. | País              | Oro | Plata | Bronce | Total |
| ---- | ----------------- | --- | ----- | ------ | ----- |
| 1    | Alemania          | 1   | 1     | 1      | 3     |
| 2    | Hungría           | 1   | 1     | 0      | 2     |
| 3    | Finlandia         | 1   | 0     | 0      | 1     |
| 3    | Suecia            | 1   | 0     | 0      | 1     |
| 5    | Imperio austríaco | 0   | 0     | 1      | 1     |
|      | TOTAL             | 4   | 2     | 2      | 8     |

| Predecesor: Alemania - Suiza 1910 | Campeonato Mundial de Patinaje Artístico sobre Hielo 1911 | Sucesor: Reino Unido - Suiza 1912 |

- Datos: Q668607